# Noura Erakat
Noura Saleh Erakat, en arabe : نورة صالح عريقات, née le 16 janvier 1980, est une professeur d'université américano-palestinienne et juriste spécialisée dans les droits de l'homme ,. Elle est professeure associée à l'université Rutgers, spécialisée dans les études internationales. Elle s'intéresse principalement au conflit israélo-palestinien,,,.

## Biographie
Noura Saleh Erakat naît le 16 janvier 1980 dans le  comté d'Alameda en Californie. Elle fréquente l'université de Californie à Berkeley, où elle obtient un Bachelor of Arts en 2002. Elle est membre de la fraternité étudiante Phi Beta Kappa et est nommée boursière d'été du Centre des droits de l'homme de l'université de Berkeley en 2003. En 2005, elle obtient un Juris Doctor, diplôme universitaire en common law, à la faculté de droit de l'université de Berkeley et se voit décerner la bourse Francine Diaz Memorial Scholarship Award. Elle obtient son Master of Laws au Georgetown University Law Center (en).
En 2010, elle est cofondatrice de Jadaliyya (en), un magazine en ligne publié en anglais, en arabe et en français, qui est affilié à l'Institut d'études arabes à but non lucratif, opérant à Washington, D.C. et à Beyrouth.
Noura Erakat a été conseillère juridique de la commission de surveillance de la Chambre des représentants et a précédemment enseigné à l'université de Georgetown. De 2012 à 2014, elle est Freedman Fellow à la Beasley School of Law de l'université de Temple (en). Elle enseigne également les études internationales à l'université George Mason à Fairfax, en Virginie. En 2023, elle est professeure associée à l'université Rutgers.

## Publications

### Ouvrages
- (en) Noura Erakat et Mouin Rabbani, Aborted State? : The UN Initiative and New Palestinian Junctures [« État avorté ? L'initiative de l'ONU et les nouvelles échéances palestiniennes »], Tadween Publishing, 2020.
- (en) Noura Erakat, Justice for Some : Law and the Question of Palestine [« Justice pour certains : le droit et la question de la Palestine »], 2019, 352 p. (ISBN 978-0-8047-9825-9).

### Articles universitaires
- (en) Noura Erakat, « Palestinian Refugees and the Syrian Uprising: Filling the Protection Gap During Secondary Forced Displacement » [« Les réfugiés palestiniens et le soulèvement syrien : Combler les lacunes en matière de protection lors des déplacements forcés secondaires »], Oxford Journal of International Refugee Law, Forthcoming, nos 2014-05,‎ 27 février 2014 (lire en ligne, consulté le 18 décembre 2023).
- (en) Noura Erakat, « New Imminence in the Time of Obama: The Impact of Targeted Killings on the Law of Self Defense » [« Nouvelle imminence à l'époque d'Obama : L'impact des assassinats ciblés sur le droit de la légitime défense »], Arizona Law Review, Forthcoming, nos 2013-14,‎ 16 mai 2013 (lire en ligne, consulté le 18 décembre 2023).
- (en) Noura Erakat, « The US v. The Red Cross: Customary International Humanitarian Law & Universal Jurisdiction » [« Les États-Unis contre la Croix-Rouge :Droit international humanitaire coutumier et compétence universelle »], Denver Journal of International Law and Policy,‎ 2013 (lire en ligne, consulté le 18 décembre 2023).
- (en) Noura Erakat, « It’s Not Wrong, It’s Illegal: Situating the Gaza Blockade Between International Law and the UN Response » [« Ce n'est pas incorrect, c'est illégal : Situer le blocus de Gaza entre le droit international et la réponse de l'ONU »], UCLA Journal of Islamic and Near Eastern Law, vol. 11, no 37,‎ 18 novembre 2013 (lire en ligne, consulté le 18 décembre 2023).
- (en) Noura Erakat, « Operation Cast Lead: The Elusive Quest for Self-Defense in International Law » [« Opération Plomb durci : La quête insaisissable de l'autodéfense en droit international »], 36 Rutgers L. Rec. 164,‎ 2009 (lire en ligne, consulté le 18 décembre 2023).
- (en) Noura Erakat, « Litigating the Arab-Israeli Conflict: The Politicization of U.S. Federal Courtrooms » [« Le contentieux du conflit israélo-arabe : La politisation des tribunaux fédéraux américains »], 2 Berkeley Journal of Middle Eastern & Islamic Law 27,‎ 2009 (lire en ligne, consulté le 18 décembre 2023).

### Articles de presse
- (en) Noura Erakat, « U.S. Should Stop Funding Israel, or Let Others Broker Peace », The New York Times,‎ 15 juillet 2016 (lire en ligne, consulté le 20 décembre 2023).
- (en) Noura Erakat, « Israeli operation not about security: Opposing view », USA Today,‎ 31 juillet 2014 (lire en ligne, consulté le 20 décembre 2023).
- (en) Noura Erakat, « Five Israeli Talking Points on Gaza—Debunked », The Nation,‎ 25 juillet 2014 (lire en ligne, consulté le 20 décembre 2023).
- (en) Noura Erakat, « Structural Violence on Trial: BDS and the Movement to Resist Erasure », Los Angeles Review of Books,‎ 16 mars 2014 (lire en ligne, consulté le 20 décembre 2023).

## Interviews

### Radio
- (en) Noura Erakat, « Israeli operation not about security: Opposing view » [audio], sur le site USA Today [lien archivé], 31 juillet 2014 (consulté le 21 décembre 2023).
- (en) Noura Erakat, « Five Israeli Talking Points on Gaza—Debunked » [audio], sur The Nation [lien archivé], 25 juillet 2014 (consulté le 21 décembre 2023).
- (en) Noura Erakat, « 2012-11-21 Palestine seeking statehood in the UN » [audio], sur le site CRI English, 21 novembre 2012 (consulté le 21 décembre 2023).